# Cynthia Nixon
Pour les articles homonymes, voir Nixon.
Cynthia Nixon, née le 9 avril 1966 à New York, est une actrice et militante américaine principalement connue du grand public pour avoir joué le rôle de Miranda Hobbes dans la série Sex and the City, qui lui vaut notamment un Emmy Award en 2004. La comédienne s'est également illustrée à Broadway, remportant deux Tony Awards au cours de sa carrière sur les planches.
Militante pour les droits des homosexuels et la promotion de l'éducation publique, elle se porte candidate, en 2018, à l'élection primaire démocrate pour le poste de gouverneur de l'État de New-York.

## Biographie

### Jeunesse
Durant son adolescence, Cynthia Nixon débute dans la troupe théâtrale de son collège. Elle apparaît pour la première fois à la télévision dans The Seven Wishes of a Rich Kid.
Elle suit les cours de licence de théâtre au Barnard College de New York.

### Carrière
Elle obtient son premier rôle remarqué au cinéma dans Little Darlings de Ronald F. Maxwell avec entre autres Tatum O'Neal et Matt Dillon.
C'est au théâtre, à Broadway, qu’elle fait des débuts prometteurs puis une carrière variée par les personnages qu’elle incarne. Parmi ses participations, figurent The Last Night of Ballyhoo, Angels in America, The Heidi Chronicles, The Women. Son rôle dans The Philadelphia Story lui vaut un Theatre World Award décerné par le Los Angeles Drama Critics alors qu'elle a 14 ans.
Au cinéma, on la voit notamment dans Le Prince de New York de Sidney Lumet, Amadeus de Miloš Forman, Vous avez dit dingues ? de Robert Altman, The Manhattan Project de Marshall Brickman, Les Valeurs de la famille Addams de Barry Sonnenfeld, L'Affaire Pélican d’Alan J. Pakula ou Little Manhattan de Mark Levin en 2006.
Mais c’est après plus de vingt ans de carrière presque discrète au cinéma, à la télévision et au théâtre qu’elle est révélée au grand public dans la série à succès Sex and the City de la chaîne américaine HBO. De 1998 à 2004, elle y tient le rôle de l’avocate rousse, brillante et acharnée au travail Miranda Hobbes pour lequel elle remporte un Emmy Award en 2004.

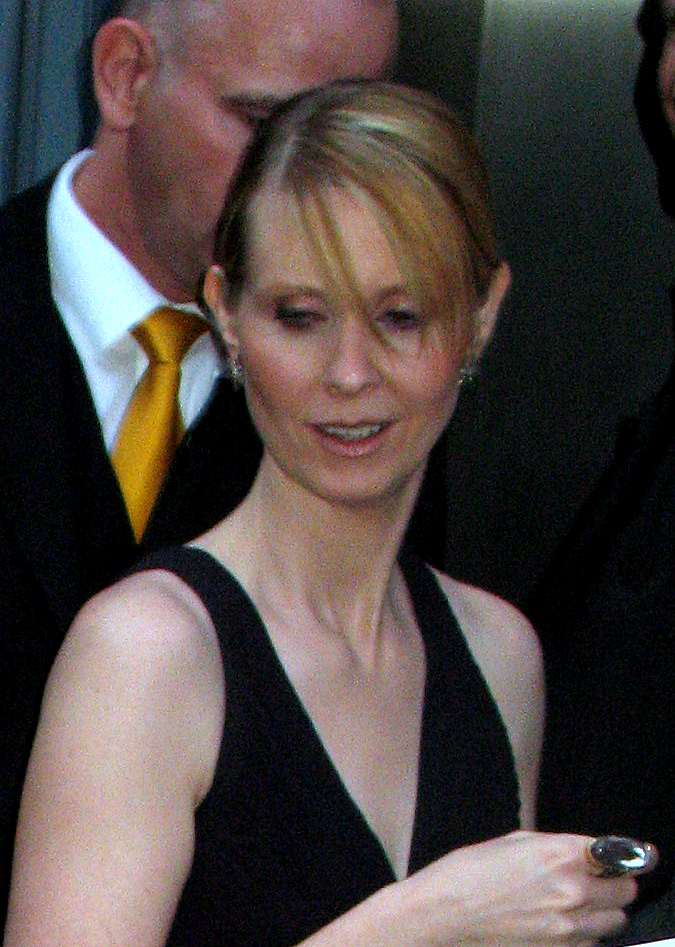
Cynthia Nixon en 2008.

Elle joue aussi dans un épisode de la saison 2 de Dr House, dans lequel elle incarne une patiente qui veut être malade pour attirer l'attention sur elle, et dans la saison 9 de New York, unité spéciale.
En 2012, elle fait partie du casting de la mini-série  Un monde sans fin, adaptée du livre éponyme de Ken Follett.
En 2015 elle joue dans le premier film de Josh Mond (en), James White, au côté de Christopher Abbott, qui interprète son fils. Ce film est présenté et récompensé dans plusieurs festivals internationaux dont le Festival de Sundance, le Festival de Locarno et le Festival de Deauville.

### Vie privée
Cynthia Nixon est bisexuelle, mais n'aime pas vraiment utiliser ce terme en particulier car elle estime que c'est une catégorie de personnes qui ne reçoivent pas le respect qui leur est dû.
Cynthia Nixon a eu pour compagnon le professeur d’anglais Danny Mozes de 1988 à 2003. De cette relation, elle a deux fils.
Après s'être fiancée avec l'analyste politique et militante Christine Marinoni, Cynthia Nixon s'est mariée avec cette dernière le 27 mai 2012 dans l'État de New York. Marinoni a donné naissance à leur fils Max Ellington en février 2011.

### Engagements

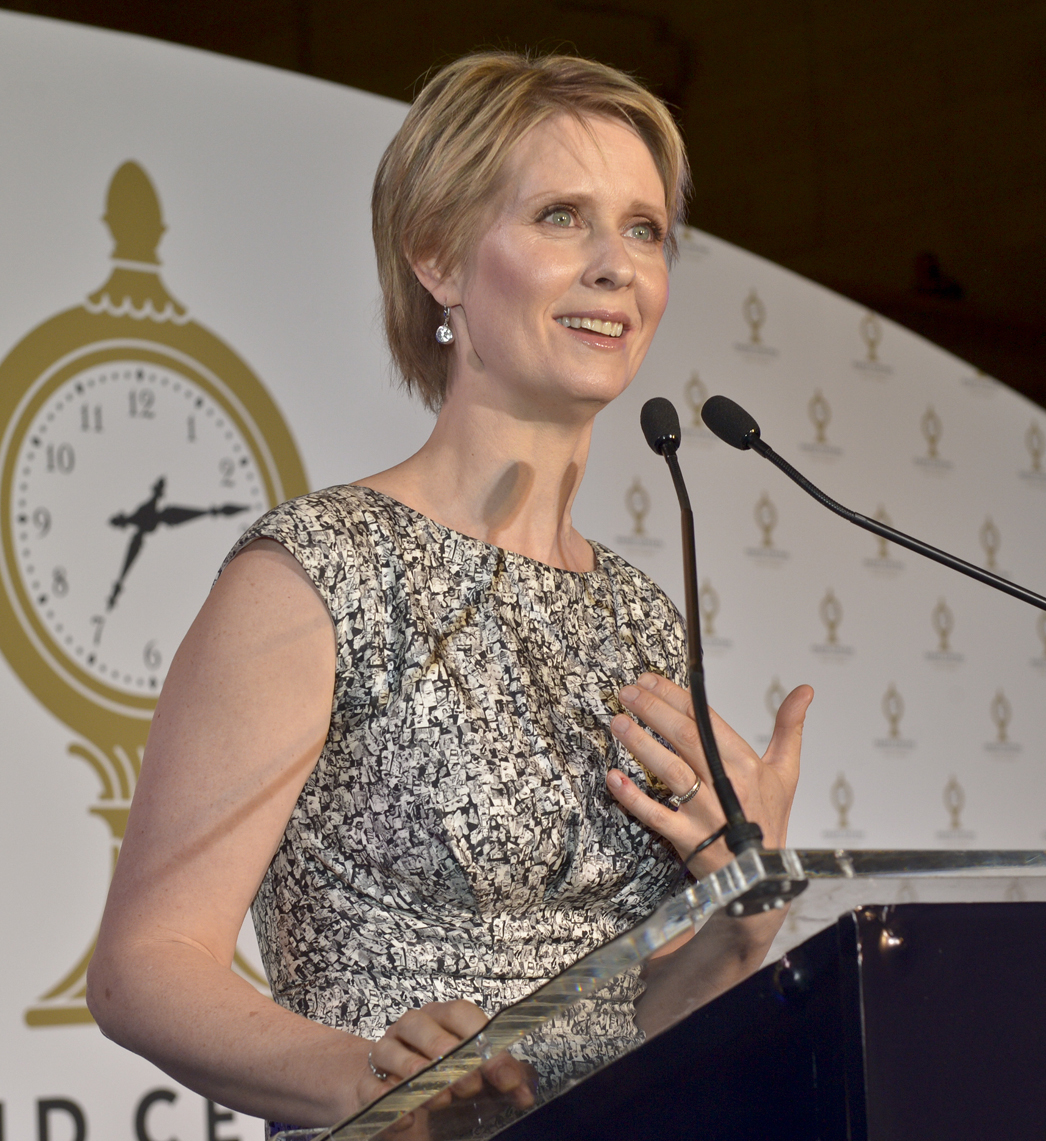
L'actrice en 2013 en tenant un discours.

Militante pour les droits des homosexuels et la promotion de l'éducation publique, membre du Working Families Party, le 19 mars 2018, elle annonce sa candidature à l'élection primaire démocrate pour le poste de gouverneur de New-York face à Andrew Cuomo. Elle est soutenue par l'aile gauche du Parti démocrate local. Elle est finalement battue par le gouverneur sortant. Elle défend ouvertement la Palestine [réf. nécessaire].

## Filmographie

### Cinéma
- 1980 : Les Petites Chéries (Little Darlings) de Ronald F. Maxwell : Sunshine
- 1981 : Tattoo de Bob Brooks (en) Cindy
- 1981 : Le Prince de New York (Prince of the City) de Sidney Lumet : Jeannie
- 1983 : I Am the Cheese (en) de Robert Jiras : Amy Hertz
- 1984 : Amadeus de Miloš Forman : Lorl
- 1985 : Vous avez dit dingues ? (O.C. and Stiggs) de Robert Altman : Michelle
- 1986 : Le Projet Manhattan (Manhattan Project) de Marshall Brickman : Jenny Anderman
- 1989 : Deux dollars sur un tocard (Let It Ride) de Joe Pytka : Evangeline
- 1992 : Through an Open Window d'Eric Mendelsohn (court métrage) : Nancy Cooper
- 1993 : Les Valeurs de la famille Addams (Addams Family Values) de Barry Sonnenfeld : Heather, la nounou hippy
- 1993 : L'Affaire Pélican (The Pelican Brief) d'Alan J. Pakula : Alice Stark
- 1994 : Bébé part en vadrouille (Baby's Day Out) de Patrick Read Johnson (en) : Nanny Gilbertine
- 1996 : Simples Secrets (Marvin's Room) de Jerry Zaks
- 1996 : The Cottonwood de Steven Feder : Donna
- 1996 : 'M' Word de Brett Parker : Cara
- 1999 : Escapade à New York (The Out-of-Towners) de Sam Weisman : Sheena
- 1999 : Advice from a Caterpillar de Don Scardino : Missy
- 2000 : Sex and the Matrix (en) de Joel Gallen (court métrage) : Miranda Hobbes
- 2002 : Igby ((Igby Goes Down) de Burr Steers : Mrs. Piggee
- 2003 : The Paper Mache Chase (court métrage) : Janice
- 2005 : One Last Thing... (en) d'Alex Steyermark : Karen Jameison
- 2005 : Little Manhattan de Mark Levin (en) : Leslie
- 2007 : Les Babysitters de David Ross: Gail Beltran
- 2008 : Sex and the City, le film de Michael Patrick King : Miranda Hobbes
- 2008 : Lymelife de Derick Martini : Melissa Bragg
- 2009 : An Englishman in New York de Richard Laxton : Penny Arcade
- 2010 : Sex and the City 2 de Michael Patrick King : Miranda Hobbes
- 2011 : Rampart d'Oren Moverman : Barbara
- 2014 : Ruth et Alex (5 Flights Up) de Richard Loncraine : Lily Portman
- 2015 : Dix-sept ans de captivité (Stockholm, Pennsylvania) de Nikole Beckwith : Marcy Dargon
- 2015 : James White de Josh Mond (en) : Gail White
- 2015 : Beyond Lies (The Adderall Diaries) de Pamela Romanowsky : Jen Davis
- 2016 : A Quiet Passion de Terence Davies : Emily Dickinson
- 2017 : Liaisons à New York (The Only Living Boy in New York) de Marc Webb : Judith Webb
- 2017 : The Lavender Scare de Josh Howard : Madeleine Treiss (voix)

### Télévision

#### Séries télévisées
- 1979 : NBC Special Treat (en) : Melissa (saison 5, épisode 1 : The Rocking Chair Rebellion)
- 1979–1983 : ABC Afterschool Specials : Melanie Gamble (saison 7, épisode 7 ; saison 12, épisode 1)
- 1982 : American Playhouse (en) : Shirley Talley (saison 1, épisode 9)
- 1988 : Le meurtre de Mary Phagan (en) (The Murder of Mary Phagan) : Doreen
- 1988 : Tanner '88 : Alex Tanner (10 épisodes)
- 1989 : Gideon Oliver : Allison Parrish Slocum (saison 1, épisode 1)
- 1989 : Equalizer : Jackie (saison 4, épisode 12)
- 1990 : American Playhouse (en) : Sarah (saison 9, épisode 2)
- 1990 : L'Équipée du Poney Express : Annie (saison 1, épisodes 23 et 24)
- 1990 : New York, police judiciaire : Laura Di Biasi (saison 1, épisode 2)
- 1992 : Kiss-Kiss, Dahlings! (court métrage)
- 1993 : Arabesque: Alice Morgan (saison 9, épisode 16)
- 1994 : Monthy (en) : Vivian Campbell (saison 1, épisode 1)
- 1995 : New York News (en) (saison 1, épisode 13 : The Using Game)
- 1995 : CBS Schoolbreak Special (voix) (saison 13, épisode 2)
- 1996 : Nash Bridges : Melissa (saison 1, épisode 7)
- 1996 : Demain à la une : Sheila, la femme enceinte (saison 1, épisode 3)
- 1998–2004 : Sex and the City : Miranda Hobbes (94 épisodes)
- 1999 : Au-delà du réel : L'aventure continue : Trudy (saison 5, épisode 1)
- 1999 : Les Anges du bonheur (Touched by an Angel) : Melina Richardson / Sœur Sarah (saison 5, épisode 20 : Into the Fire)
- 2002 : Urgences : (saison 8, épisode 11)
- 2004 : Tanner on Tanner (en) : Alex Tanner (saison 1, épisodes 1 à 4)
- 2005 : Urgences : Ellie Shore (saison 11, épisode 15)
- 2005 : Dr House : Anica Javanovitch (saison 2, épisode 9 : Deception)
- 2006 : 3 lbs. : Dr Karin Hanson (saison 1, épisodes 4, 6 et 8)
- 2007 : Éloïse, c'est moi (Eloïse: The Animated Series) (voix) (saison 1, épisode 1 : Eloise Goes to Hollywood Part 1)
- 2007 : New York, unité spéciale : Janis Donovan, alias Anna Young (saison 9, épisode 1)
- 2010–2011 : The Big C : Rebecca (10 épisodes)
- 2011 : New York, section criminelle : Amanda Rollins (saison 10, épisode 7)
- 2012 :  Un monde sans fin : Petranilla
- 2013–2014 : Alpha House : Sénateur Carly Armiston (saison 1, 10 épisodes)
- 2014 : Hannibal : Kade Prurnell (saison 2, épisodes 1 à 3 et 13)
- 2020 : Ratched : Gwendolyn Briggs
- 2021 : And Just Like That... : Miranda Hobbes-Brady
- depuis 2022 : The Gilded Age : Ada Brook (9 épisodes)

#### Téléfilms
- 1981 : Histoire privée d'une campagne qui échoua (en) (The Private History of a Campaign That Failed) : Sue Ellen
- 1982 : Rascals and Robbers: The Secret Adventures of Tom Sawyer and Huckleberry Finn (en) : Alice
- 1982 : My Body, my Child (en) avec Sarah Jessica Parker : Nancy
- 1990 : The Love She Sought de Joseph Sargent : Janet Raft
- 1991 : Love, Lies and Murder (en) : Donna
- 1991 : Face of a Stranger de Claudia Weill : Tina
- 2000 : Papa's Angels : Sharon Jenkins
- 2002 : Stage on Screen: The Women : Mary Haines
- 2005 : Warm Spings : Eleanor Roosevelt
- 2011 : Too Big to Fail : Débâcle à Wall Street : Michelle Davis

## Voix françaises
En France, Marie-Frédérique Habert est la voix française régulière de Cynthia Nixon depuis Sex and the City en 1998.

## Distinctions
Sauf indication contraire, les informations mentionnées dans cette section peuvent être confirmées par la base de données cinématographiques IMDb,  présente dans la section « Liens externes ».

### Récompenses
- 1999 : Women in Film Lucy Awards (en) : Lucy Award, partagé avec Sarah Jessica Parker, Kim Cattrall et Kristin Davis
- 2002 : Online Film & Television Association du meilleur second rôle dans une série comique pour Sex and the City
- 2002 : Screen Actors Guild Awards de la meilleure distribution pour une série télévisée comique pour Sex and the City, partagé avec Sarah Jessica Parker, Kim Cattrall et Kristin Davis
- 2004 : Primetime Emmy Awards du meilleur second rôle dans une série comique pour Sex and the City
- 2004 : Screen Actors Guild Awards de la meilleure distribution pour une série télévisée comique pour Sex and the City, partagé avec Sarah Jessica Parker, Kim Cattrall et Kristin Davis
- 2004 : Primetime Emmy Awards de la meilleure actrice invitée dans une série télévisée dramatique pour New York, unité spéciale
- 2008 : New York Women in Film & Television (en) : Muse Award
- 2009 : Grammy Award for Best Spoken Word Album (en), partagé avec Beau Bridges et Blair Underwood pour l'album An Inconvenient Truth
- 2010 : FilmOut San Diego (it) de la meilleure actrice pour An Englishman in New York
- 2010 : GLAAD Media Awards : Vito Russo Award (prix remis à un membre du divertissement ou des médias pour ses contributions contre l'homophobie)
- 2010 : ShoWest Convention de la meilleure distribution pour Sex and the City 2, partagé avec Sarah Jessica Parker, Kim Cattrall et Kristin Davis
- 2011 : Razzie Award de la pire actrice pour Sex and the City 2, partagé avec Sarah Jessica Parker, Kim Cattrall et Kristin Davis

### Nominations
- 2005 : Golden Globe de la meilleure actrice dans une mini-série ou un téléfilm pour son rôle dans Warm Springs (2005)
- 2021 : Golden Globe de la meilleure actrice dans un second rôle dans une mini série ou téléfilm pour Ratched [9]